# لغة هجين

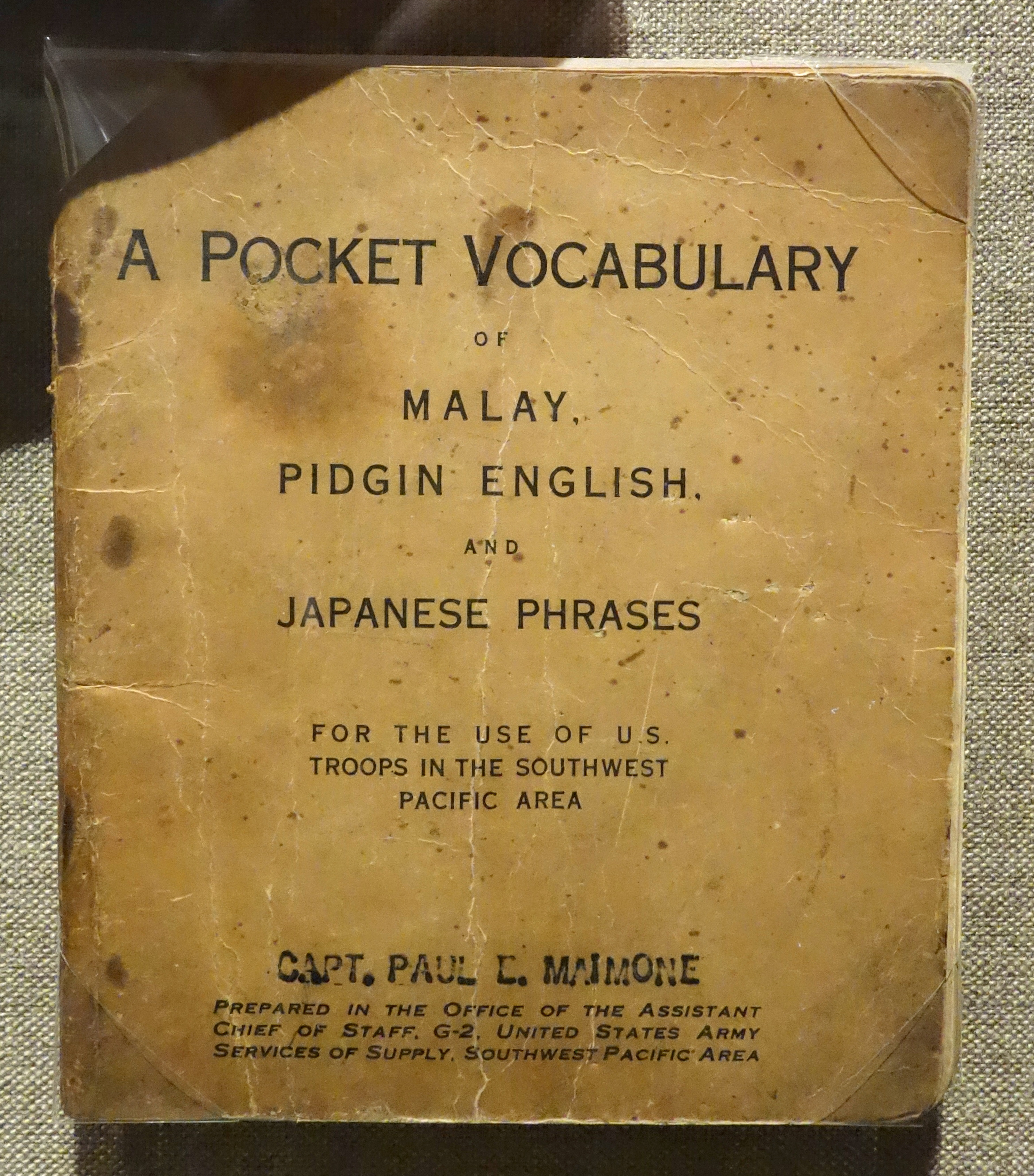

اللغة الهجين (بالإنجليزية: Pidgin language) هي أي لغة تنشأ غالبا بشكل تلقائي من اختلاط عدة لغات كوسيلة للتخاطب بين الناطقين بلغات مختلفة. تتسم اللغة الهجين بنحو بدائي ومفردات محدودة. وهي تصلح كلغات اتصال مساعدة وغالبا ما تكون مرتجلة لذا يصعب تعلمها.
واللغة الهجين هي لغة مبسطة إلى حد كبير بقواعد نحوية بدائية ومفردات محدودة فقط، في مراحلها المبكرة كانت هذه اللغة تتكون أساسا من الأسماء و الأفعال والصفات مع قليل من المواد وحتى أنها معدومة نسبيا، حروف الجر، أدوات العطف أو الأفعال المساعدة، فلا يوجد ترتيب نحوي محدد للكلمات أو حتى كلمات معطوفة.
إذا اُستخدمت اللغة الهجين لفترة طويلة من الزمن، قد تتطور وتصبح لغة معقدة جداً على مدى أجيال متعددة.
```
لو اعتبرنا إن لغة الهجين هي اللغة المعتمدة أو اللغة الأم لجيل ما فإنها ستتطور وتتحول إلى لغة الكريول (Creole language)، التي بدورها ستصبح لغة ثابتة وأكثر احكاماً. و لغة الكريول تتضمن علم الأصوات الثابتة، وبناء جمل و نحو و صرف محكم.
النحو و الصرف في الكريول غالبا ما تكون مستوحاة من أي من اللغات الأم.
```

يمكن للغات الهجين أن تتطور إلى لغات مولدة، مما يتطلب تعليمها للأطفال منذ الصغر، ليساهموا بدورهم في وضع مجموعة من القواعد النحوية المتكاملة التي تُساعد على تنظيم اللغة واستقرارها. حيث يمكن مقارنتها في هذه المرحلة من حيث التعقيد مع أي لغة أخرى. غالبا ما تحل الكريولية في مجتمع ما محل خليط اللغات التي كانت مستخدمة في هذا المجتمع ولتصبح فيما بعد لغته الأم (مثل كريولية سييرا ليون وتوك بيسين في بابوا غينيا الجديدة). ولكن أحيانا، تنحى اللغات البدجنية منحى آخر لتتحول إلى لغات ميتة أو مهملة.

## انظر أيضَا
- رطن
- لغة مولدة
- لغة إنجليزية مكسرة (ركيكة)